# Natalja Nikolajewna Urjadowa
Natalja Nikolajewna Urjadowa (russisch Наталья Николаевна Урядова; * 15. März 1977 in Kaliningrad, Oblast Moskau) ist eine russische Beachvolleyballspielerin.

## Karriere
Urjadowa absolvierte 2003 ihre ersten internationalen Turniere mit Anna Bobrowa. Bei der Europameisterschaft 2004 belegte sie Rang 17.
Seit 2005 bildete sie ein festes Duo mit Alexandra Alexandrowna Schirjajewa. Im folgenden Jahr gewannen die Russinnen die Europameisterschaft in Den Haag im Finale gegen die Niederländerinnen Rebekka Kadijk und Merel Mooren. Bei der Weltmeisterschaft 2007 unterlagen sie in der ersten Hauptrunde dem deutschen Duo Helke Claasen und Antje Röder. 2008 in Peking nahmen sie am olympischen Turnier teil und schieden mit drei Niederlagen in der Gruppenphase aus. Besondere Aufmerksamkeit wurde dabei dem letzten Spiel gegen die für Georgien startenden Brasilianerinnen Saka/Rtvelo zuteil, weil die Begegnung während des Kaukasuskrieges stattfand.